# Juozas Petkevičius
Juozas Petkevičius (ur. 18 lutego 1924 w Szatach, zm. 29 września 1991 w Wilnie) – litewski działacz komunistyczny, szef KGB Litewskiej SRR (1967–1987).

## Życiorys
Po ataku Niemiec na ZSRR ewakuowany do Penzy, gdzie pracował jako traktorzysta, później w Jarosławiu jako robotnik fabryczny. Od czerwca do października 1942 na kursach KC Komunistycznej Partii (bolszewików) Litwy, od listopada 1942 instruktor Komsomołu w Kostromie, od czerwca 1944 I sekretarz wiłkomierskiegorejonowego komitetu Komsomołu, od listopada 1945 I sekretarz powiatowego komitetu Komsomołu w Mariampolu. Od 10 października 1946 słuchacz szkoły partyjnej w Wilnie, od listopada 1948 I sekretarz Komitetu Miejskiego Komsomołu w Szawlach, od lipca 1950 I sekretarz Komitetu Obwodowego Komsomołu w Szawlach, od 19 grudnia 1952 do marca 1960 I sekretarz KC Komsomołu Litewskiej SRR. Od marca 1960 do 6 lipca 1961 zastępca przewodniczącego KGB Litewskiej SRR ds. kadr, od 4 maja 1960 major, od 6 lipca 1961 do 26 stycznia 1967 zastępca przewodniczącego KGB Litewskiej SRR, 21 lipca 1962 awansowany na podpułkownika, a od 26 stycznia 1967 do 1987 przewodniczący KGB Litewskiej SRR w stopniu pułkownika, od 20 grudnia 1968 generała majora, a od 5 maja 1983 generała porucznika. Deputowany do Rady Najwyższej ZSRR 4, 10 i 11 kadencji i (1959-1960) do Rady Najwyższej Litewskiej SRR